# Szachtar Donieck (piłka nożna kobiet)
Szachtar Donieck (ukr. ЖФК «Шахтар» Донецьк) – ukraiński klub piłki nożnej kobiet, mający siedzibę w mieście Donieck na wschodzie kraju. Od sezonu 2022/23 występuje w rozgrywkach ukraińskiej Wyższej ligi.

## Historia
Chronologia nazw:
- 2021: Szachtar Donieck (ukr. ЖФК «Шахтар» Донецьк)

Kobieca drużyna piłkarska Szachtar Donieck została założona w Doniecku 15 czerwca 2021 roku, po tym jak klub piłkarski Szachtar Donieck ogłosił utworzenie kobiecej drużyny, zgodnie z nowymi wymogami strategicznego planu rozwoju kobiecej piłki nożnej na Ukrainie na lata 2020-2024, zatwierdzonego przez Komitet Wykonawczy UAF, wszystkie kluby UPL muszą mieć w swojej strukturze drużyny kobiece. W sezonie 2021/22 drużyna została zgłoszona do rozgrywek Pierwszej ligi, w której zwyciężył w grupie B. W następnym sezonie 2022/23 debiutował w Wyższej lidze.

## Barwy klubowe, strój, herb, hymn
|  |  |

Klub ma barwy pomarańczowo-czarne. Piłkarki domowe spotkania zazwyczaj grają w pasiastych pionowo pomarańczowo-czarnych koszulkach, czarnych spodenkach oraz pomarańczowych getrach.
Drużyna ma godło klubu, które zostało zaprezentowane 5 grudnia 2007 roku, zaprojektowane przez włoskie przedstawicielstwo Interbrand. Po raz pierwszy od ponad 30 lat nazwa zespołu została napisana po ukraińsku Szachtar (ukr. «Шахтар»). Tarcza okrągła została przekształcona w owalną z ostrymi kątami u góry i na dole. Pod napisem Szachtar na czarnym tle umieszczono rok założenia klubu 1936 oraz skrzyżowane młoty. U górnej części godła widnieje stylizowany wizerunek litery "Sz" (ukr. Ш) w formie trzech płomieni koloru pomarańczowego i jednego płomienia z góry koloru czarnego.

## Sukcesy

### Trofea międzynarodowe
Do chwili obecnej klub jeszcze nigdy nie zakwalifikował się do rozgrywek europejskich.

### Trofea krajowe
| \| \| Zdobyte trofea w rozgrywkach Ukrainy (stan na: 1-05-2023) \| |                                                           |      |                |
| Rozgrywki                                                          | Osiągnięcie                                               | Razy | Sezon(y)       |
| Mistrzostwo                                                        | I miejsce                                                 | 0    |                |
| Mistrzostwo                                                        | II miejsce                                                | 0    |                |
| Mistrzostwo                                                        | III miejsce                                               | 0    |                |
| Mistrzostwo                                                        | ?.miejsce                                                 | 1    | 2022/23        |
| Puchar                                                             | zdobywca                                                  | 0    |                |
| Puchar                                                             | finalista                                                 | 0    |                |
| Puchar                                                             | ćwierćfinalista                                           | 1    | 2021/22        |
| II liga                                                            | I miejsce                                                 | 1    | 2021/22 (gr.B) |
| II liga                                                            | II miejsce                                                | 0    |                |
| II liga                                                            | III miejsce                                               | 0    |                |
| Ukraina                                                            | Zdobyte trofea w rozgrywkach Ukrainy (stan na: 1-05-2023) |      |                |

## Poszczególne sezony

### Rozgrywki międzynarodowe

#### Europejskie puchary
Nie uczestniczył w rozgrywkach europejskich.

### Rozgrywki krajowe
| \| Ukraina \| Bilans występów klubu w rozgrywkach piłkarskich Ukrainy (Stan na 1 maja 2023 r.) \| \| |                                                                                  |        |       |    |   |   |    |    |     |         |        |        |      |
| Poziom                                                                                               | Rozgrywki                                                                        | Sezony | Mecze | Z  | R | P | B+ | B– | Pkt | Lata    | Awanse | Spadki | Naj. |
| I | Wyszcza liha                                                                     | 1      |       |    |   |   |    |    |     | od 2022 | 0      | 0      |      |
| II                                                                                                   | Persza liha                                                                      | 1      | 10    | 10 | 0 | 0 | 89 | 0  | 30  | 2021/22 | 1      | 0      | 1    |
| | Puchar Ukrainy                                                                   | 1      |       |    |   |   |    |    |     | od 2021 | 0      | 0      | 1/4  |
| Ukraina                                                                                              | Bilans występów klubu w rozgrywkach piłkarskich Ukrainy (Stan na 1 maja 2023 r.) |        |       |    |   |   |    |    |     |         |        |        |      |

## Piłkarki, trenerzy, prezydenci i właściciele klubu

### Trenerzy
| Lp. | Imię i nazwisko | Okres urzędowania | Okres urzędowania |
| --- | --------------- | ----------------- | ----------------- |
| 1.  | Roman Zajew     | 2021              | obecnie           |

## Struktura klubu

### Stadion
Drużyna rozgrywa swoje mecze domowe na stadionie Kniaża-Arena w Szczasływem, który może pomieścić 1.000 widzów.

## Kibice i rywalizacja z innymi klubami

### Derby
- Dynamo Kijów
- Worskła Połtawa